# Záznam a reprodukce zvuku

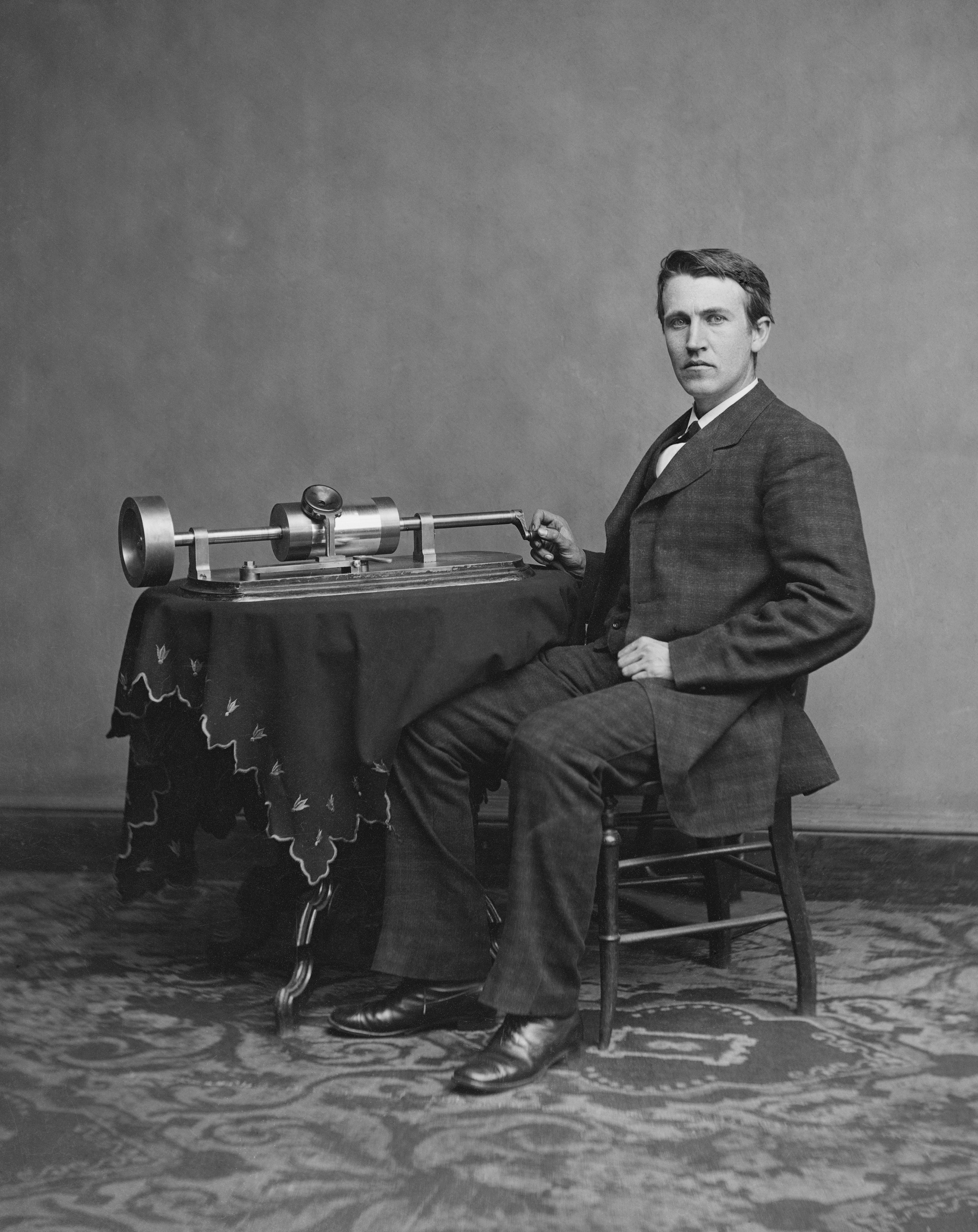
Americký vynálezce Thomas Alva Edison s fonografem, který se stal prvním přístrojem pro záznam a reprodukci hlasu na světě (fotograf: Levin C. Handy, 18. dubna 1878, dva měsíce po registraci patentu Edisonem)

Záznamem zvuku se rozumí vytváření audiozáznamu, trvanlivé mechanické, magnetické nebo optické stopy zvukových vln, kterou lze při reprodukci opakovaně proměňovat ve zvukový signál. Zvukový záznam vzniká v nahrávacím zařízení a reprodukuje se v odpovídajícím přehrávacím zařízení. Předmětem záznamu je nejčastěji hudba a zpěv, ale také řeč nebo jiné zvuky. Záznam a reprodukce zvuku slouží především kultuře a zábavě, využívá se ale také k dokumentaci důležitých jednání, ke studiu cizích jazyků, k registraci průběhu letu ("černá skříňka") a řadě dalších účelů.
Nahrávání a reprodukce zvuku mohou být mechanické, elektromagnetické nebo optické, a to analogové nebo digitální. Na začátku nahrávacího řetězce je vždy citlivá membrána, která zachycuje zvukové vlny jako pohyb. Při čistě mechanickém nahrávání se tento pohyb přímo přenáší na rycí jehlu, která do plastického média vytváří drážku se záznamem. Přehrávání pak probíhá opačně: jehla snímá profil drážky a přímo rozeznívá membránu, která vytváří reprodukovaný zvuk.
Nejpozději od 30. let 20. století se pohyb membrány v mikrofonu převádí na elektrický proud, který se zesílí a pak ovládá záznamové zařízení. To může být při analogovém záznamu opět rycí jehla pro mechanický záznam (gramofonová deska) nebo záznamová hlava pro elektromagnetický záznam (magnetofon, kazeta). Reprodukci obstarává zase jehla (gramofonová deska) nebo magnetická snímací hlava (magnetofon). Přečtený a zesílený elektrický signál nakonec rozechvívá membránu reproduktoru, která vytváří slyšitelné zvukové vlny.
Při digitálním záznamu se průběh zvuku vzorkuje podstatně vyšší frekvencí, než je zaznamenávaný zvuk, a zachycují se tak okamžité číselné hodnoty tlaku vzduchu v pravidelných intervalech. Ty se pak zaznamenávají jako číselné (diskrétní, digitální) informace na kompaktní disk (CD, DVD) nebo v elektronických pamětech a v počítačích, například v komprimovaném formátu MP3 a podobně. Při reprodukci se z číselných údajů opět vytváří spojitý analogový signál, který se přivede do sluchátek nebo reproduktoru. Hlavní předností digitálního záznamu je větší odolnost proti mechanickému opotřebení a poškození: kvalita reprodukce z digitálního záznamu se časem ani přehráváním nezhoršuje, dokud jsou zaznamenané hodnoty vůbec čitelné.

## Princip záznamu

### Mechanický záznam
Při mechanickém záznamu se zaznamenává průběh akustického tlaku do fyzické stopy, která se pak opět mechanicky snímá a tak vytváří zvuk. Kromě nejstarších zařízení, která byla čistě mechanická, se od 30. let 20. století při nahrávání i reprodukci používají elektronické zesilovače. Nahrávací zařízení se pak skládá z mikrofonu, zesilovače a vlastního záznamového (rycího) zařízení. Reprodukční zařízení se skládá z mechanického snímače (gramofonová jehla), zesilovače a reproduktoru. Po pokusech s fonografem, který měl válcový nosič a každý záznam se musel vytvářet jednotlivě, vynalezl Emile Berliner roku 1895 gramofon s plochou gramofonovou deskou, která se dala rozmnožovat lisováním. Tím zahájil epochu hudebního průmyslu. Původní gramofonové desky pojaly na jednu stranu zhruba 5 minut zvuku v nevalné kvalitě, od 50. let 20. století se rozšířily tzv. dlouhohrající desky (LP) s hrací dobou asi 15 až 40 minut na jedné straně a podstatně lepší kvalitou.

### Magnetický záznam
S rozvojem elektroniky se kolem poloviny 20. století objevil magnetický záznam, který umožnil podstatně kvalitnější reprodukci. Magnetofon pracuje s páskem s magnetickou vrstvou, na niž se analogově zaznamenává průběh akustického tlaku, snímaný mikrofonem. K reprodukci slouží tatáž nebo podobná magnetická hlava, zesilovač a reproduktor. I když magnetofonový pásek později nahradila menší magnetofonová kazeta, hlavním omezením zůstalo zdlouhavé rozmnožování záznamu: každý exemplář záznamu se totiž musí nahrát jednotlivě. Magnetický záznam se tak uplatnil hlavně v rozhlasových a televizních stanicích a pro amatérské záznamy, kdežto pro masovou produkci zůstaly desky.

### Digitální záznam
Roku 1979 vyrobily firmy Sony a Philips první kompaktní disk (CD), kde je záznam opět mechanický, vytváří se však laserem s nesrovnatelně vyšší hustotou záznamu. Na jednu stranu disku lze nahrát až 90 minut hudby či slova, reprodukce je velmi kvalitní, a disky se hlavně dají lisovat. Během krátké doby tak kompaktní disky téměř vytlačily gramofonové desky a jsou stále nejběžnějším nosičem reprodukované hudby. Digitální záznam se dá ovšem snadno upravovat, převádět do různých formátů, přenášet a uchovávat v počítačových pamětech jako jakákoliv jiná digitální data. S rozvojem Internetu se tak stále častěji i hudební nahrávky prodávají v elektronické podobě, uživatelé si je stahují jednotlivě a reprodukují pomocí různých přehrávačů.

## Historie
Dávno před tím, než se začal zvuk nahrávat, se hudba zaznamenávala pomocí not. Už v 9. století vznikla mechanická zařízení, která mohla hudbu vytvářet. Bratři Banū Mūsovi vynalezli automatické vodou poháněné varhany, které uměly přehrávat hudbu z vyměnitelných válců. Podle Charlese B. Fowlera byly tyto "válce s vystouplými kolíčky" hlavním nástrojem pro mechanickou produkci a reprodukci hudby až do druhé poloviny devatenáctého století. Bratři Banū Mūsovi také vynalezli automatickou flétnu, která byla nejspíše prvním programovatelným strojem. Ve čtrnáctém století byl ve Flandrech představen mechanický zvonek, ovládaný rotujícím válcem. Podobný princip se objevil také ve flašinetu (15. století), v hrajících hodinách a hodinkách (1598), u bubnového piana (1805) a hudební skříně (okolo roku 1800). Orchestrion, vyvinutý v průběhu 19. století, využíval buďto buben s kolíčky, plechový děrovaný disk nebo děrovanou papírovou pásku. Pianola, mechanický klavír, poprvé představený v roce 1876, používal děrované papírová role, na které mohl být uložen mnohem delší hudební záznam. Nejpokročilejší z těchto pianových rolí byly "ručně" hrané. To znamená, že na ní byla zaznamenána skutečná hra hudebníka a ne jen její přepis z not. Technologie, jak zachytit živá vystoupení, však byla vyvinuta až v roce 1904. Pianolové role byly nepřetržitě vyráběny asi od roku 1898. Ve sporu o autorská práva z roku 1908, který projednával Nejvyšší soud Spojených států amerických, se uvádí, že jen v roce 1902 bylo vyrobeno mezi 70 až 75 tisíci pianol a mezi 1 až 1,5 milionem papírových rolí do těchto pianol. Využití pianolových rolí klesalo od 20. let 20. století, přesto se však jeden z typů rolí vyrábí dodnes.

### Fonautograf
První zařízení, které opravdu dokázalo zaznamenat skutečné zvuky tak, jak se šířily vzduchem (i když je nedokázalo reprodukovat - sloužilo pouze pro studium zvukových průběhů), byl fonautograf. Patentoval si jej v roce 1857 pařížský tiskař a vynálezce Édouard-Léon Scott de Martinville a z téhož roku pocházejí také nejstarší známé nahrávky lidského hlasu, nazývané "fonautogramy". Jsou to listy papíru pokryté jemnou vrstvou prášku, do níž vibrující jehla zaznamenala zvukové vlny v podobě bílých čar. Fonautogram francouzské lidové písně Au Clair de la Lune, vytvoří v roce 1860, byl poprvé přehrán jako opravdový zvuk až v roce 2008. Fonautogram byl naskenován a poté zpracován speciálním softwarem, který převedl bílé čáry, stopy skutečného zvuku, na digitální zvukový soubor.

### Fonograf

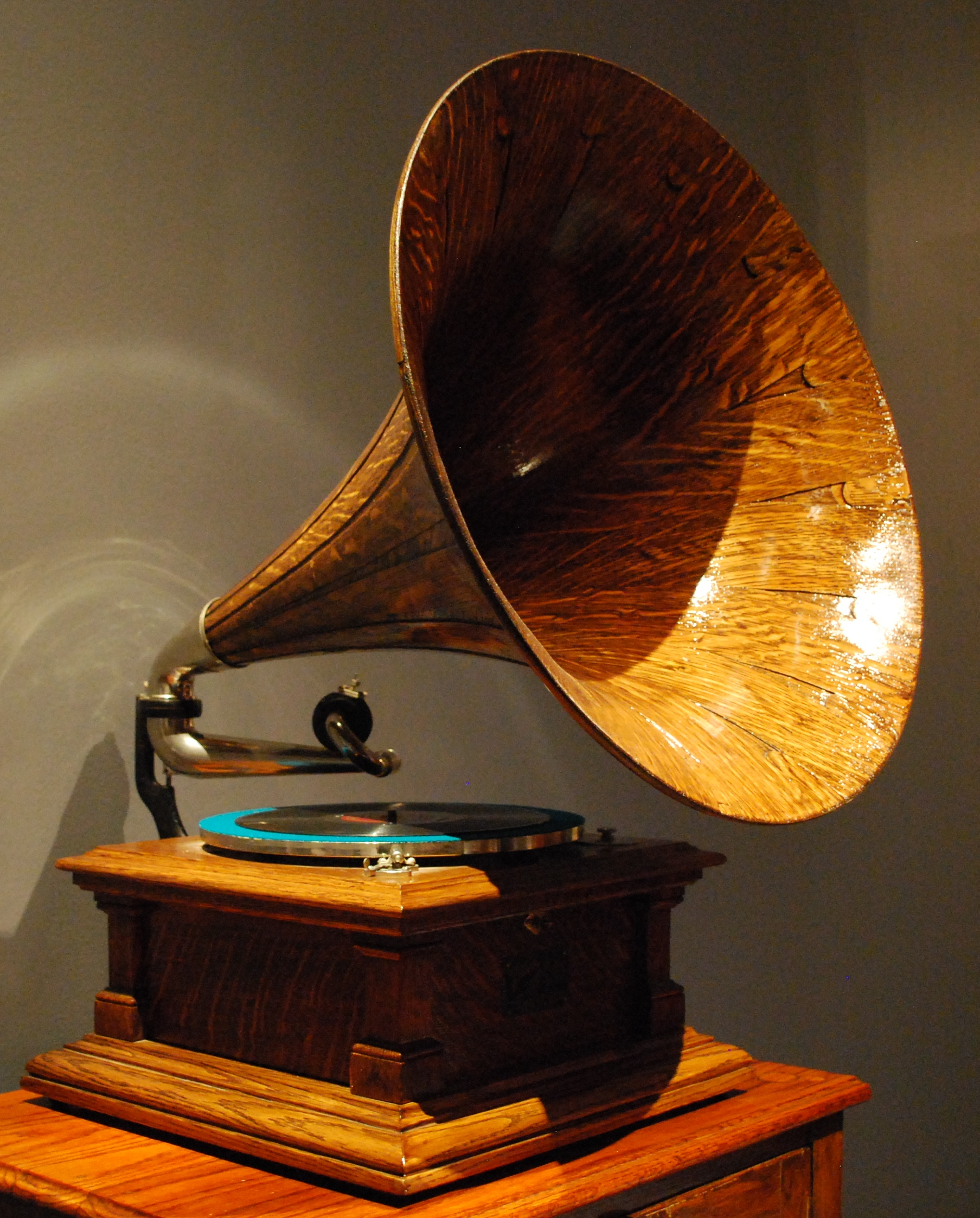
Mechanický gramofon (1910)

30. dubna 1877 odeslal francouzský básník, spisovatel a vynálezce Charles Cros do Akademie véd v Paříži zapečetěnou obálku s dopisem, kde byla popsána metoda a výroba paleofonu. I když nikdy nebyl nalezen žádný funkční paleofon, je Cros považován za prvního vynálezce zařízení pro nahrávání a reprodukci zvuku. Prvním opravdu funkčním zařízením pro nahrávání a přehrávání zvuku byl ale mechanický fonograf, který vymyslel Thomas Alva Edison v roce 1877 a patentoval v roce 1878. Vynález se brzo rozšířil po celém světě a během dalších dvou desetiletí se ze záznamu, distribuce a prodeje zvukových záznamů stal mezinárodní průmysl. Na začátku 20. století se tak nejpopulárnějších titulů prodávaly miliony kusů po celém světě. Rozvoj masové produkce umožnil, aby se záznamy na valečkách stály jedním z největších obchodních artiklů v průmyslových zemích a váleček se tak stal hlavním spotřebním formátem pro zvukové záznamy od druhé poloviny 80. let 19. století až do konce prvního desetiletí 20. století.

### Gramofon
Dalším velkým technickým pokrokem se stal vynález gramofonové desky, většinou přisuzovaný Emilu Berlinerovi. Byl komerčně představen v roce 1889 ve Spojených státech amerických, ačkoliv podobná zařízení byla představena již dříve, například Alexandrem Grahamem Bellem v roce 1881. Na rozdíl od Edisonova válečku, kde se zvuk zaznamenával "do hloubky", kmitala Berlinerova jehla do stran. Desky se daly hromadně vyrábět lisováním, dobře se dopravovaly i skladovaly a byly také o něco hlasitější než válečky. Válečky byly také z podstaty věci pouze jednostranné. Prodeje gramofonových nahrávek překonaly válečky někdy okolo roku 1910 a koncem první světové války se stala gramofonová deska dominantním komerčním formátem pro distribuci zvukových nahrávek. Edison, který byl hlavním výrobcem válečků, se poté pokusil dobýt ztracené trhy zpět výrobou Edisonovy desky. V různých obměnách se tak deska stala hlavním mediem pro distribuci zvuku zákazníkům až do konce 20. století. Nejúspěšnější verzí byla asi oboustranná šelaková deska uzpůsobená pro 78 otáček za minutu, která byla standardem od konce prvního desetiletí 20. století až do konce let padesátých.
Přestože žádná rychlost nebyla standardizovaná a různé společností nabízely gramofony a desky s různými rychlostmi otáčení, největší nahrávací společnosti se časem sjednotily na 78 otáčkách za minutu, což se stalo v podstatě standardem v daném odvětví. Tato rychlost však byla pouze nominální, protože reálná rychlost se v USA a zbytku světa lišila. Přesná rychlost tak byla 78,26 otáčky za minutu v USA a 77,92 ve zbytku světa. Rozdíl v rychlosti otáčení byl dán rozdílnou frekvencí střídavého proudu, který napájel stroboskopy používané ke kalibraci nahrávacích a přehrávacích zařízení. Nominální hodnota otáčení pro tento konkrétní typ desek se tak stala běžným názvem, jednalo se o tzv. "sedmdesát osmičky" (název se však začal používat až poté, co vznikly nové formáty). Desky se vyráběly ze šelaku nebo podobné křehké pryskyřice s práškovým plnidlem, pro přehrávání se užívaly jehly z různých materiálu od safíru a oceli až po bambusové dřevo. Desky měly také značně omezený počet přehrání v závislosti na výrobním procesu, použitém materiálu a váze raménka s jehlou.
Čistě mechanické způsoby záznamu omezovaly citlivost a frekvenční rozsah nahrávky, Střední frekvence se daly nahrát poměrně snadno, ale velice nízké nebo vysoké frekvence se takřka nedaly zaznamenat. Nástroje jako housle bylo velice těžké zaznamenat na desku. Jedním ze způsobů jak se s tímto problémem vyrovnat bylo použití violinofonu, známého také jako Strohovy housle s připojenou plechovou ozvučnici, kterou přes membránu rozechvívala kobylka. Tato ozvučnice přestala být potřeba ve chvíli, kdy bylo vynalezeno elektrické nahrávání.
Dlouhohrající vinylové desky s mikrodrážkou pro 331⁄3 otáček za minutu, známé také jako "LPéčka", vyvinula v roce 1948 společnost Columbia Records. Krátce hrající sedmipalcová vinylová deska s mikrodrážkou na 45 otáček za minutu, označovaná jako "singl", byla představena společností RCA Victor v roce 1949. V USA a většině ostatních rozvinutých zemích tyto dva formáty kompletně vytlačily 78 otáčkové šelakové desky koncem 50. let, ale v některých zemích tento formát přetrval až do poloviny let šedesátých. Vinyl byl mnohem dražší než šelak, což je jeden z důvodů, proč se může zdát nahrazení "sedmdesát osmičky" právě těmito formáty zvláštní. "LPčko" však tuto cenu kompenzovalo délkou záznamu a "singl" se svým malým průměrem spotřeboval mnohem méně materiálu, Vinyl také nabízel lepší vlastnosti jak při lisování, tak při přehrávání. Pokud byly tyto desky přehrávány pomocí kvalitní safírové nebo diamantové jehly s dobrým zesilovačem a správně nastaveným přenoskovým ramenem, vydržely velice dlouho. Pokud byly desky chráněny před prachem, odřením a škrábanci, při přehrávání se ozýval jen velmi malý šum. v reklamách se vinylové nahrávky až příliš optimisticky označovaly jako nezničitelné. To ovšem nebyly, i když vydržely mnohem víc než křehké desky šelakové, které se ve své době také označovaly jako "nezničitelné" v porovnání s voskovými válečky.

## Elektrický záznam

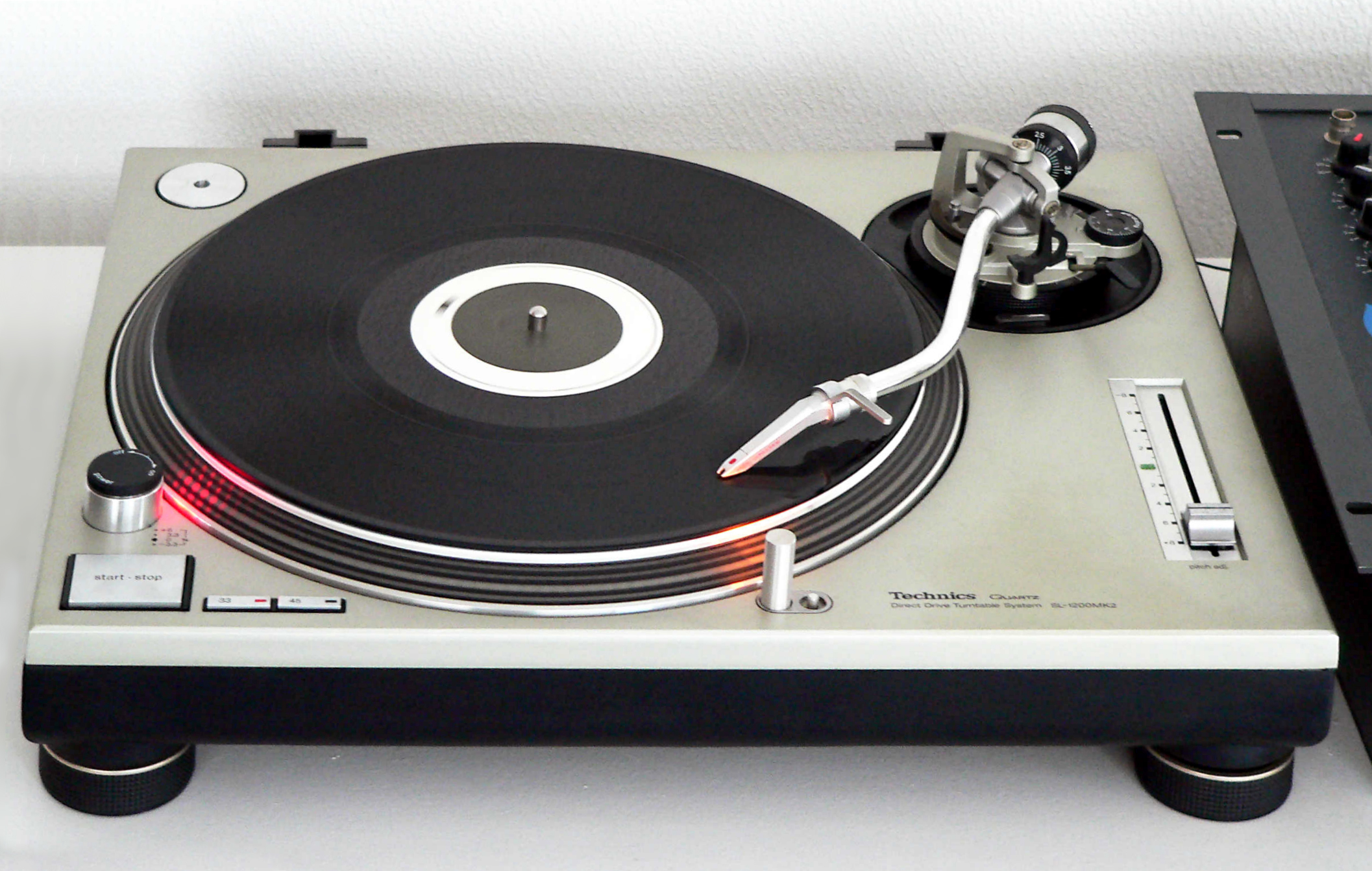
Elektrický gramofon Technics

Mezi vynálezem fonografu v roce 1877 a nástupem digitálních medií byl bezesporu nejdůležitějším milníkem v zaznamenáváni zvuku vznik tzv. elektrického nahrávání. To spočívalo v použití mikrofonu, který převáděl zvuk na elektrické signály, následně zesílené a využité k tomu, aby rozpohybovaly nahrávací jehlu. Tento vynález znamenal konec "plechových" ozvěn, charakteristických pro mechanické způsoby nahrávání. Zároveň produkoval čistší a robustnější zvuk tím, že značně rozšířil frekvenční rozsah a umožnil nahrání dříve nenahratelných vzdálených a tichých zvuků.
Záznam zvuku začal jako čistě mechanický proces až na pár nešikovných telefonních záznamníků bez možnosti zesílení signálu, jako byl například telegrafon, a tak to zůstalo až do 20. let. Pokroky v elektronice té doby vedly k revoluci v nahrávání. Byly to mimo jiné vylepšené mikrofony a přídavná zařízení, jako elektronické filtry, v praktickém použití vesměs závislé na elektronickém zesilovači. V roce 1906 vynalezl Lee De Forest audion, první triodovou elektronku, která dokázala zesílit slabé elektrické signály. Kolem roku 1915 se již používala v dálkových telefonních obvodech, kde zajistila rozumnou kvalitu hovoru mezi San Franciscem a New Yorkem. Různé obměny této elektronky se tak staly základem všech elektronických hudebních systémů až do padesátých let, kdy byl komerčně představen první zvukový systém postavený na tranzistorových zvukových zařízeních.
Během 1. světové války se vědci ve Spojených státech a Velké Británii zabývali způsoby jak nahrát a přehrát zvuk, mimo jiné také německé ponorky, a to pro výcvikové účely. Akustické metody nahrávání v té době však nebyly schopny zvuky přesně reprodukovat. První výsledky nevypadaly vůbec slibně. První elektronická nahrávka představená veřejnosti byla z pohřbu neznámého vojína ve Westminsterském opatství v Londýně 11. listopadu 1920. Inženýři, kteří nahrávání vedli, využili malé telefonní mikrofony, které nenápadně rozmístili po celém opatství a připojili k nahrávacímu zařízení ve voze před opatstvím. Ačkoli využili elektronického zesílení, zvuk byl tichý a nebylo mu rozumět. I tak však vznikla nahrávka, která by jinak nebyla v těchto podmínkách možná. Na několik dalších let byla tato přehlížená deska jedinou zveřejněnou elektrickou nahrávkou.
Několik nahrávacích společností a nezávislých vynálezců, především Orlando Marsh, experimentovalo s vybavením a technikami pro elektrické nahrávání již v první polovině 20. let. Marshovo studio Autograph Records prodávalo elektricky pořízené nahrávky veřejnosti v roce 1924, tedy o rok dříve než všechny ostatní velké společnosti. Bohužel kvalita těchto nahrávek byla tak nízká, že neznamenala žádnou výhodu oproti tradičnímu mechanickému nahrávání zvuku. Marshovy techniky pro využití mikrofonu byly značně osobité, a tak jeho práce neměla velký dopad na vývoj ostatních systémů.
Laboratoře telefonního giganta Western Electric, z nichž spojením s výzkumným oddělením AT&T v roce 1925 vznikly Bellovy laboratoře, měly k dispozici takové lidské i materiální zdroje, že se s nimi žádná jiná společnost ani nezávislý vynálezce v odvětví nemohli měřit. Měly nejlepší kondenzátorový mikrofon, vyvinutý v roce 1916 a vylepšený v roce 1922, a také nejlepší zesilovače a testovací výbavu. Měly také patentovaný elektromagnetický rekordér z roku 1918, a proto se v první polovině 20. let rozhodly využit svého vybavení a zkušeností pro vývoj dvou nejmodernějších systémů pro záznam a přehrávání zvuku. První byl založen na klasických deskách a druhý na optickém záznamu pro film. Inženýři se vydali neprobádanou cestou využití mechanické podobnosti elektrických obvodů a vyvinuli lepší "rubber line" rekordér, který umožnil záznam do voskové matice přímo v nahrávacím zařízení.
Do roku 1924 byly výsledky výzkumů natolik významné, že je Western Electric předvedla dvěma předním nahrávacím společnostem,. totiž Victor Talking Machine Company a Columbia Phonograph Company. Obě si brzy licencovaly předvedený systém a obě také vytvořily své první nahrávky v únoru roku 1925, ale vydaly je až o několik měsíců později. Aby jejich katalogy nebyly okamžitě zastaralé, oba hlavní rivalové se tajně dohodli, že nezveřejní nahrávky vytvořené novým postupem až do listopadu 1925. Do té doby měli více času vytvořit dostatečně široké portfolio nahrávek, aby uspokojili poptávku. Během následujících let si menší nahrávací společnosti licencovaly nebo vyvíjely vlastní elektrické nahrávací systémy. V roce 1929 tak starý akustický způsob nahrávání používala už pouze společnost Harmony, zaměřená na levné nahrávky.
Z porovnání přeživších záznamů některých testů z Western Electric s prvními komerčními nahrávkami naznačuje, že nahrávací společnosti snížily frekvenční rozsah systému tak, aby nezahltily neelektrická přehrávací zařízení. Ta reprodukovala nízké frekvence jako nepříjemné chrastění a rychle opotřebovala desku, kde bylo příliš mnoho vysokých frekvencí.

## Další nahrávací formáty
Systém Phonofilm a další rané zvukové systémy pro film ve 20. letech zaznamenávaly zvuk opticky na okraj filmového pásu. Amplitudou signálu se moduloval zdroj světla a promítal se na filmový pás. Projektor pak pomocí stabilního světla a detektoru převáděl záznam zpět na elektrický signál. Ten byl poté zesílen a přenesen do reproduktorů za plátnem. Ironické je, že popularizace zvukového filmu začala filmem The Jazz Singer (1927), který používal systém Vitaphone pro záznam zvuku na desku a ne optickou zvukovou stopu. Optický zvuk se stal standardem pro filmový zvuk po celém světě a zůstává jím pro uvedení do kin dodnes i přes pokusy v padesátých letech nahradit ho magnetickým zvukem. V současnosti všechny filmové kopie na 35 mm pásu obsahují analogovou optickou zvukovou stopu, nejčastěji se stereo zvukem a redukcí šumu Dolby SR. Také se často přikládá opticky nahraná digitální stopa ve formátech Dolby Digital nebo Sony SDDS. Dalším častým prvkem je opticky nahrané časování pro synchronizaci CD-ROM disků, které obsahují DTS zvukovou stopu.
V tomto období vzniklo také několik dalších historických vynálezů, například první praktický magnetický nahrávací systém, drátový magnetofon, založený na díle dánského vynálezce Valdermara Poulsena. Drátové magnetofony byly praktické, ale kvalita zvuku byla nízká. Proto byly mezi 1. a 2. světovou válkou používány primárně pro záznam mluveného slova a propagovány jako diktafony. To umožnil v roce 1924 německý vynálezce Dr. Kurt Stille, který Poulsenův drátový magnetofon proměnil na výše zmiňovaný diktafon. V dalším roce pak Ludwig Blattner zahájil práce na něčem, z čeho se časem stal Blattnerphone, který místo drátu používal ocelovou pásku. BBC začala používat Blattnerphony v roce 1930 pro nahrávání programů do radia. V roce 1933 společnost průkopníka radiových technologií Guglielma Marconiho zakoupila práva na Blattnerphone a na jeho základě vyvinula Marconi-Stille rekordéry, kterými byla vybavena Maida Vale Studia stanice BBC v březnu roku 1935. Páska využívaná v Blattnerphonech a Marconi-Stille rekordérech byla ze stejného materiálu jako žiletky, a tak nepřekvapí, že rekordéry Marconi-Stille byly považovány za nebezpečné. Technici, kteří je využívali, je museli dokonce kvůli vlastní bezpečnosti obsluhovat z jiné místnosti. Při velké rychlosti nahrávání se používaly velké kotouče o průměru asi jeden metr a tenká páska se často trhala, takže úlomky pásky ostré jako břitva létaly po celém studiu. Magnetofon K1, vyvinutý německou firmou AEG v roce 1935, byl prvním prakticky využívaným magnetofonem.

## Magnetická páska

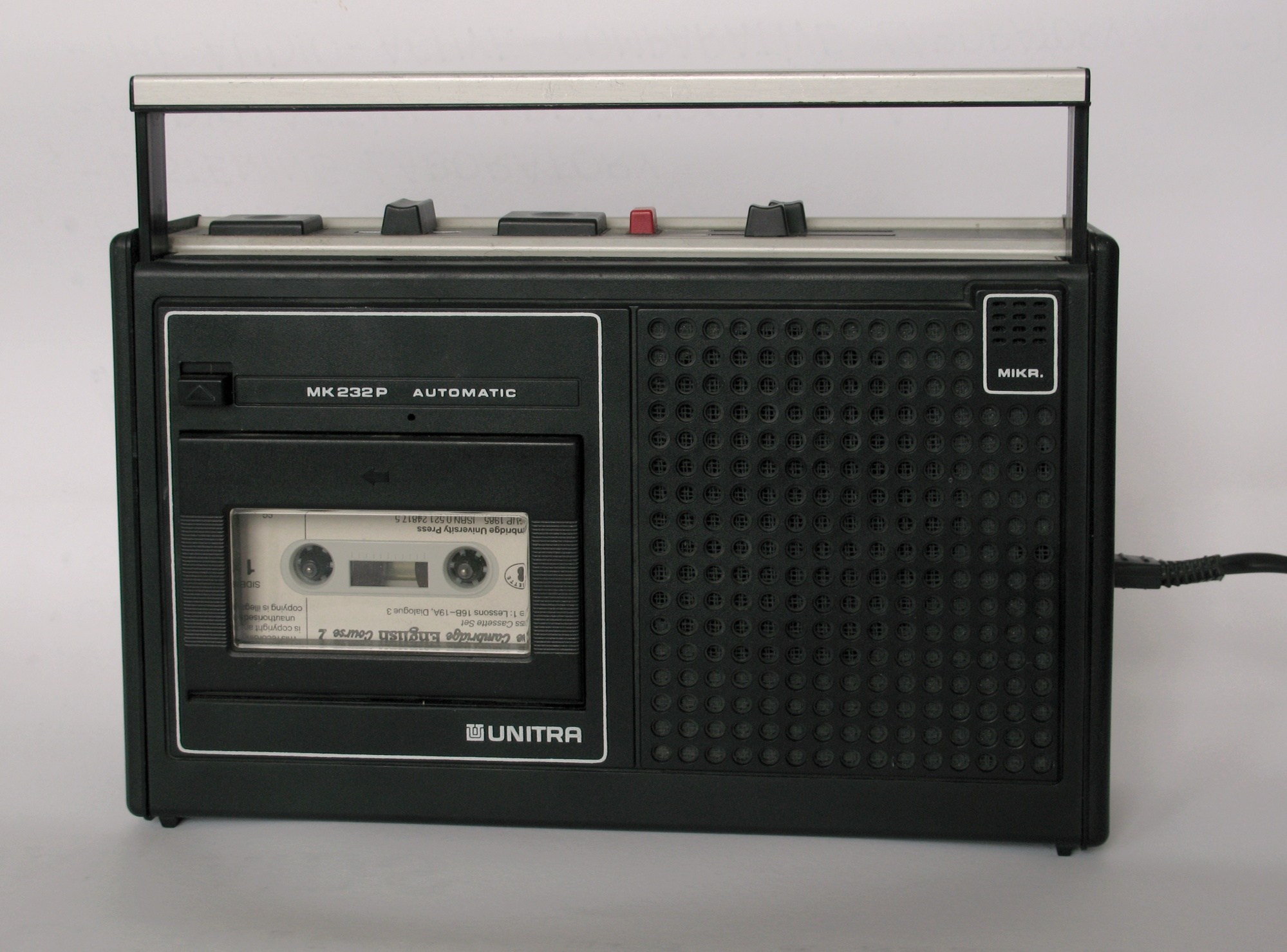
Kazetový magnetofon Grundig Unitra

Nahrávání na magnetickou pásku vede zesílený elektrický audio signál do vinutí magnetické hlavy, magnetického obvodu se štěrbinou, kolem níž se pohybuje páska. Změny audio signálu vytvářejí více a méně zmagnetizovanou stopu, která je tak přesným obrazem akustických vln v nahrávce. Při přehrávání je celý postup obrácen. Hlava se chová jako malý elektrický generátor, tak jak se více a méně zmagnetizovaná páska pod ní pohybuje. Původní ocelovou pásku nahradil mnohem praktičtější papír s nanesenou magnetickou vrstvičkou. Protože se trhal, byl nahrazen nejprve acetylcelulosovou, později pak polyesterovou páskou, která se stala standardem. Tato technologie, která se stala základem pro téměř všechno komerční nahrávání od padesátých do osmdesátých let byla vyvinuta ve třicátých letech německými audio inženýry. Ti také znovu využili princip vysokofrekvenční předmagnetizace (poprvé použitého v drátových nahrávačích ve 20. letech), což radikálně zvýšilo frekvenční rozpětí nahrávek. Technologie byla ještě dále vylepšována po 2. světové válce americkým vědcem Johnem T. Mullinem sponzorovaným společností Bing Crosby Enterprises. Mullinovy první rekordéry byly upravené německé rekordéry zabavené po 2. světové válce. V druhé polovině 40. let společnost Ampex vyrobila první komerčně dostupné magnetofony v USA.
Magnetická páska přinesla velké změny jak do rozhlasového a televizního provozu, tak do nahrávacího průmyslu. Zvuk mohl být nahrán, vymazán a znovu nahrán na stejnou pásku mnohokrát, mohl být kopírován z jedné pásky na druhou s pouze malou ztrátou kvality a zvukové záznamy mohly být velice přesně editovány fyzickým rozstříháním pásky a jejím opětovným slepením. Pár let od představení prvního komerčního magnetofonu Ampex 200 v roce 1948 vymyslel americký hudebník a vynálezce Les Paul první vícestopý magnetofon. Tím způsobil další technickou revoluci v oblasti nahrávání. Páska umožnila první nahrávky vytvořené pouze elektronickou cestou, čímž otevřela nové možnosti pro odvážné hudební experimenty jako byla škola Musique Concrète nebo pro avantgardní skladatele jako byl Karlheinz Stockhausen. To dále vedlo k novým způsobům nahrávání popové muziky umělců jako byl Frank Zappa, Beatles nebo Beach Boys.
Jednoduchost a přesnost s jakou šlo pásky upravovat, především v porovnání s omezenými a krkolomnými způsoby editace z desky na desku, společně s tradičně vysokou kvalitou zvuku nakonec přesvědčilo rozhlasové společnosti, aby běžně předtáčely své zábavní programy. Do té doby se většina z nich vysílala vždy živě. Také bylo poprvé možné, aby si rozhlasové stanice, oficiální instituce i další zájemci vytvářeli ucelený záznam a archiv všeho, co se daný den vysílalo. Novinky jako vícestopé nahrávky nebo ozvěna dovolily zvýšit úroveň i složitost rozhlasových produkcí a reklam. Kombinovaný dopad inovací jako nepřetržitá smyčka vysílání vedla k výrazným změnám také v dynamice vysílání a ve stylu vysílání radia a reklam.

## Stereo a hi-fi
V roce 1881 bylo během experimentů při přenosu zvuku z Pařížské opery zaznamenáno, že je možné sledovat pohyb umělců na pódiu, pokud jsou sluchátka připojena k různým mikrofonům. Objev se začal využívat ke komerčním účelům v roce 1890, kdy vznikl systém Théâtrophone, který fungoval více než 40 let až do roku 1932.
V roce 1931 Alan Blumlein, britský elektroinženýr pracující pro EMI, navrhl způsob, jak sledovat pohyb herce ve filmu i pomocí zvuku. V prosinci roku 1931 podal žádost o patent na tuto technologii a ten byl v roce 1933 ve Velké Británii uznán. V následujících dvou letech Blumlein vyvinul stereofonní mikrofony a stereohlavu. S těmi pak nahrál několik krátkých filmů se stereozvukem.
Magnetická páska umožnila další rozvoj a komerční využití hudebních systémů, které uměly nahrávat i reprodukovat věrný prostorový zvuk. Experimenty s prostorovým zvukem během 30. a 40. let ovšem brzdily problémy se synchronizací. K zásadnímu průlomu v oblasti prostorového zvuku došlo v Bellových laboratořích, které v roce 1937 předvedly fungující systém dvoukanálového sterea – použily se dvě optické zvukové stopy na jednom filmu. Velká filmová studia rychle vyvinula třístopé a čtyřstopé zvukové systémy a první komerční nahrávání zvuku pro film se uskutečnilo v roce 1938 pro film společnosti MGM Listen, Darling. Nahrávání vedla Judy Garland.
Prvním na trh uvedeným filmem se stereozvukem se stal film Fantasia společnosti Walt Disney v roce 1940. Vydání Fantasie v roce 1941 používalo zvukový systém Fantasound s oddělenou páskou pro zvuk a pro obraz, které bylo třeba synchronizovat. Zvuková páska měla čtyři dvojité optické zvukové stopy, tři pro levou stranou, střed a pravou stranu a čtvrtá byla kontrolní. Ta měla nahrané tři tóny k ovládání hlasitosti zbývajících tří zvukových stop. Protože vybavení k přehrání tohoto filmu bylo tak složité, společnost Walt Disney předváděla celý film pouze jako putovní představení a jen v USA. Standardní vydání používalo klasický monooptický zvuk na pásce šířky 35 mm až do roku 1956, kdy společnost vydala film se stereozvukem, který využíval čtyřstopý magnetický zvukový systém Cinemascope.
Němečtí inženýři, kteří pracovali na magnetické pásce, vyvinuli stereonahrávání do roku 1941, i když dvoustopé monotechniky existovaly již v roce 1939. Z 250 stereofonních nahrávek pořízených během druhé světové války se dochovaly pouze tři. Beethovenův 5. klavírní koncert s Walterem Giesekingem a Arthurem Rotherem, Brahmsova Serenáda a poslední věta Brucknerovy 8. symfonie s Herbertem von Karajanem. Audio Engineering Society vydala všechny tyto nahrávky na CD. Varèse Sarabande od té doby vydalo Beethovenovo Concerto na LP a poté ještě několikrát na CD. Obecně se soudí, že ostatní německé nahrávky byly zničeny během bombardování. Dokud Ampex ke konci 40. let nepředstavil první komerční dvoustopou kazetu, nebyly stereonahrávky komerčně výhodné. Vícestopé pásky byly sice dostupné, ale stereo se nestalo standardem komerčního nahrávání hudby ještě mnoho let. Zůstalo tak specifickou částí trhu i během 50. let 20. století.
Britská EMI se stala první společností, která uvedla na trh stereofonní pásky. První pásku (s názvem Stereosonic) představila v roce 1954. Další společnosti ji rychle následovaly a pod záštitou His Master's Voice a Columbia Labels vyšlo 161 stereosonických pásek, nejčastěji s klasickou hudbou nebo mluveným slovem. RCA poté dovážela tyto nahrávky do USA.
Dvoustopé stereofonní pásky byly mnohem úspěšnější v USA během druhé poloviny 50. let. Byly kopírovány v reálném čase (1 : 1) nebo dvojnásobnou rychlostí (2 : 1) a pozdější čtyřstopé pásky se často kopírovaly až šestnáctkrát rychleji, což ovšem často vedlo ke snížení kvality zvuku. Rané americké dvoustopé stereofonní pásky byly velmi drahé. Například cena kotouče Sonotape/Westmister činila $6.95, $11.95 a $17.95 za jednotlivé série 7000, 9000 a 8000. Některé pásky His Master's Voice vydané v USA stály téměř $15.
Budoucnost stereonahrávání se změnila ke konci roku 1957 vznikem Westrex stereo disku, který využíval dřívějšího formátu vyvinutého Blumleinem. Decca Records v Anglii přišla s FFRR (Full Frequency Range Recording – záznam kompletního frekvenčního rozsahu) ve 40. letech. Tento formát se stal mezinárodním standardem pro kvalitnější vinylové desky. Nahrávka baletu Petrouchka (Petruška) Igora Stravinského pod taktovkou Ernesta Ansermeta z roku 1946 byla klíčová pro vývoj záznamů s úplným frekvenčním rozsahem a zároveň upozornila veřejnost na potřebu vysoké věrohodnosti záznamu.
Nahrávací společnosti míchaly většinu singlů populární hudby do monofonního zvuku až do poloviny 60. let, poté se běžně vydávaly klíčové nahrávky jako mono a stereo až do začátku 70. let. Spousta popových alb z 60. let, která jsou dnes dostupná pouze jako stereo, byla v té době vydána jako mono a nahrávací společnosti vytvořily „stereoverzi“ tím, že pouze oddělily od sebe dvě stopy na původní nahrávce. V polovině 60. let, jak se stereo stávalo stále populárnější, byla spousta nahrávek (např. Pet Sounds od Beach Boys, 1966) remasterována metodou nazývanou „fake stereo“, kdy se rozprostřel zvuk tak, že vyšší frekvence se nahrály do jednoho kanálu a nízké frekvence do druhého.

## 50.–80. léta
Magnetická páska kompletně změnila nahrávací průmysl. Začátkem 50. let probíhal mastering, aspoň u většiny komerčních nahrávek, na pásce, místo aby se nahrávalo přímo na desku. Páska zjednodušila a urychlila veškerou manipulaci v nahrávacím procesu, která byla předtím v tak velkém množství rozdílných generací přímo nahrávaných desek a jejich obměn krajně nepraktická. Raným příkladem je například nahrávka How High the Moon od Lese Paula z roku 1951. Na ní Paul namíchal výslednou skladbu z osmi různých kytarových stop. V 60. letech Brian Wilson z Beach Boys, Frank Zappa a Beatles (s producentem Georgem Martinem) byli mezi prvními popovými umělci, kteří testovali možnosti techniky vícestopého nahrávání a efektů na svých přelomových albech Pet Sounds, Freak Out!, a Sgt. Pepper's Lonely Hearts Club Band.
Dalším důležitým vynálezem této doby byly systémy na malé kazetové pásky. Z těch je asi nejznámější audiokazeta, kterou uvedla na trh firma Philips v roce 1964. Původně se jednalo o málo přesný formát pro mluvené slovo a zcela nevhodný pro hudební reprodukci. Po sérii vylepšení ale zcela nahradila veškeré konkurenční formáty, jako větší osmistopou pásku (používanou především v automobilech) a velice podobnou "Německou kazetu" firmy Grundig. Ta však nebyla moc známá ani v Evropě a v podstatě úplně neznámá v Americe. Audiokazeta se stala hlavním spotřebním audio formátem a pokrok v elektronice a mechanická miniaturizace tak vedla k vytvoření přístroje Walkman od firmy Sony. Jednalo se o malý hudební přehrávač na audio kazety, uvedený na trh v roce 1979. Walkman byl první osobní hudební přehrávač a neskutečně navýšil prodeje hudebních kazet. Ty se tak staly prvním světově rozšířeným formátem, který využíval medium s možností přepsání. Vinylové nahrávky se daly totiž pouze přehrávat a kotoučové přehrávače s hudbou nahranou od výrobce byly zase pro uživatele příliš náročné na obsluhu, takže nikdy nebyly něčím víc než netradičním zařízením pro specifický trh.
Klíčovým pokrokem pro přesnost zvuku byl systém pro redukci šumu Dolby A, který vymyslel Ray Dolby. Tento systém byl představen profesionálním nahrávacím studiím v roce 1966. Potlačoval lehké, ale občas nepřeslechnutelné syčení v pozadí, které bylo jedinou snadno slyšitelnou nevýhodou masteringu na pásce proti nahrávání přímo na desku. Také konkurenční systém dbx vymyšlený Davidem Blackmerem zaznamenal určitý komerční úspěch na poli profesionálního zvuku. Jednodušší varianta Dolbyho systému, známá jako Dolby B, výrazně zlepšila zvuk kazet tím, že snížila hladinu šumu. Dolby B a jeho další obměny také časem našly uplatnění ve filmovém a nahrávacím průmyslu. Dolby B tak bylo klíčové pro popularizaci a komerční úspěch kazety jako domácího média pro nahrávání a přehrávání. Stalo se tak standardem na rychle rostoucím trhu domácího a automobilového stereo přehrávání od sedmdesátých let. Audio kazeta také velice profitovala z nových technologií pro samotnou pásku, jako nové magnetické vrstvy, které měly větší frekvenční rozsah a menší šum. Ty byly většinou založeny na oxidech kobaltu a chromu místo tradičních oxidů železa.
Vícestopá audio kazeta se široce užívala v radiích od konce let padesátých až do let osmdesátých, ale až v šedesátých letech se předem nahrané osmistopé kazety dostaly na spotřební trh. Tam je uvedl Byll Lear z letecké společnosti Lear Jet (oficiálně se tyto kazety jmenovaly Lear Jet Cartridge, ale málokdy se jim tak říkalo). Zaměřeny byly především na automobilový trh a byly prvním praktickým a zároveň dostupným hi-fi systémem do aut. Také měly lepší kvalitu zvuku než klasické audiokazety. Ovšem menší velikost a větší odolnost spolu s možností nahrávat si doma vlastní výběr hudby, což kvůli vzácnosti nahrávacích zařízení u osmistopé kazety nebylo možné, nakonec způsobilo, že audio kazeta se stala předním formátem na trhu mobilních hudebních přehrávačů v sedmdesátých a osmdesátých letech.
Experimenty s vícekanálovým zvukem zde byly již po mnoho let, většinou se jednalo o speciální hudební nebo kulturní představení, ale první komerční využití této technologie přišlo v začátcích sedmdesátých let. Jednalo se o kvadrofonní zvuk, vedlejší produkt vícestopého nahrávání, který využíval čtyři stopy (místo dvou jako stereo) a čtyř reproduktorů, aby vytvořil prostorový zvuk okolo posluchače. V návaznosti na uvedení prvního čtyřkanálového hi-fi systému se objevila také první alba populární hudby v tomto formátu. Nejznámějšími jsou asi Tubular Bells od Mika Oldfielda a Pink Floyd s albem The Dark Side of the Moon. Kvadrofonní zvuk se však nesetkal s úspěchem, částečně kvůli navzájem si konkurujícím a nekompatibilním systémům různých výrobců (např. CBS, JVC, Dynaco aj.) a částečně kvůli nízké kvalitě hudby, přestože byla přehrávána na systémech k tomu určených. Koncem sedmdesátých let tento systém úplně vymizel. I tak se mu však podařilo vydláždit cestu pro budoucí systémy prostorového zvuku Surround využívaného v domácích kinech. Ty získaly popularitu od vytvoření formátu DVD. K tomuto rozšíření došlo i přes to, že se objevila spousta různých zvukových standardů pro prostorový zvuk, které vyvolávaly zmatek na trhu.

## Audio komponenty
Nahrazení elektronky menším, úspornějším a méně se přehřívajícím transistorem mimo jiné také urychlilo v šedesátých letech prodej spotřebních hi-fi systémů koncovým zákazníkům. V padesátých letech totiž byla většina přehrávačů monofonních s poměrně nízkou kvalitou zvuku. Jen málo zákazníků si mohlo dovolit kvalitní stereofonní zvukové systémy. V šedesátých letech však v Americe přišla změna. Výrobci uvedli na trh modulární hi-fi komponenty. Jednalo se o gramofony, předzesilovače, zesilovače, kombinace obou jako integrovaných zesilovačů, magnetofony a další doplňkové vybavení jako grafické ekvalizéry, které bylo možno spojit do jednoho zvukového systému. Tento pokrok byl poté velice rychle přebrán japonskými společnostmi zabývajícími se elektronikou. Ty pak zaplavily světový trh poměrně levnými, vysoce kvalitními komponentami. V osmdesátých letech tak již byly společnosti jako Sony světovými lídry v hudebním a nahrávacím průmyslu.

## Digitální nahrávání
Příchod digitálního nahrávání zvuku a později také kompaktní disk (rok 1982) přinesli výrazné zlepšení v oblasti odolnosti spotřebních nahrávek. CD tak způsobily další revoluci na trhu hudby a do poloviny devadesátých let odsunuly vinylové desky na okraj trhu, kde zůstaly pouze jako zboží pro specifický trh. Nahrávací průmysl se však digitalizaci urputně bránil, protože měl strach z hromadného pirátství digitálních nahrávek. Důvodem bylo snadné vytvoření perfektní kopie média, které obsahovalo originální nahrávku. Nakonec však celé odvětví podlehlo, především díky vytvoření několika systémů na ochranu autorských práv (především Serial Copy Management System, znám také jako SCMS).
Nejnovější a přelomové vynálezy té doby byly právě na poli digitálního nahrávání. Jednalo se o vytvoření několika komprimovaných a nekomprimovaných zvukových formátů, procesory, schopné a dostatečně výkonné na konverzi digitálních dat na zvuk v reálném čase a levná úložiště dat. To nakonec vyústilo ve vytvoření nového mobilního přehrávače. Byl to přehrávač na minidisky, který využíval kompresi ATRAC na malá, levná a přepisovatelná média. Na trh byl uveden v devadesátých letech, ale ve chvíli kdy se zlevnila paměť typu flash rychle zastaral a z trhu zmizel. Jak se objevovaly nové technologie, které zvyšovaly kapacitu jednotlivých médií, například Super Audio CD, DVD-A, Blu-ray Disky nebo HD DVD, tak se zvyšovaly také možnosti uložení kvalitnějšího a delšího záznamu na jeden disk. Hudební soubory jsou běžně stahovány z internetu nebo jiných zdrojů, kopírovány na jednotlivé počítače nebo přehrávače. Digitálních technologií se využívá ve všech oblastech zvukového průmyslu, od hudby pro domácí poslech v průměrné kvalitě až po nejnáročnější profesionální aplikace. Také vznikají nové aplikace jako internetová rádia nebo podcasty.
Technologický pokrok v nahrávání a editaci také v posledních desetiletích kompletně změnil nahrávací, filmový a televizní průmysl. Editace zvuku byla prakticky umožněna již vynálezem nahrávání na magnetickou pásku, ale až digitální nahrávání a levná kapacita způsobila, že je editace zvukových souborů na počítačích rychlá, snadná a levná. Dnes je tak proces pořízení nahrávky rozdělen na několik částí, pořízení nahrávky, mixování a mastering. Vícestopé nahrávání také umožňuje zachytávání signálů z několika mikrofonů najednou, nebo z několika různých nahrávání na pásku nebo disk, s maximálním rozsahem a kvalitou, což umožňuje dříve nedosažitelnou flexibilitu, jak ve fázi mixování, tak masteringu, pro editaci, vyrovnávání hlasitosti, kompresi a ořezávání, přidávání různých efektů, jako jsou ozvěna, vyrovnání frekvencí, zdvojení tónu a mnohé další.

## Software
Dnes existuje mnoho různých programů pro editaci a nahrávání digitálního zvuku pro různé operační systémy a to od profesionálních přes poloprofesionální až po vyloženě amatérské. Vyčerpávající seznam aplikací pro digitální nahrávání je dostupný na stránce digital audio workstation.
Na software pro digitální záznam a přepis mluveného slova jsou pak zcela jiné požadavky. Srozumitelnost a flexibilní přehrávací zařízení jsou prioritou, kdežto frekvenční rozsah a vysoká kvalita zvuku ne.